# Vivian Kubrick
Pour les articles homonymes, voir Kubrick (homonymie).
Vivian Kubrick est une actrice, compositrice, réalisatrice, directrice de la photographie et monteuse américaine, née le 5 août 1960 à Los Angeles. Elle est la fille de Christiane et Stanley Kubrick.

## Biographie
Vivian Kubrick apparaît dans quatre films de son père : 2001, l'Odyssée de l'espace (où elle joue la fille d'Heywood Floyd, appelée Squirt), Barry Lyndon (où elle interprète une invitée à l'anniversaire de Bryan), Shining (où elle joue une invitée dans la salle de bal) et Full Metal Jacket (où elle incarne une caméraman dans un charnier). Pour ce dernier film, à l'âge de 24 ans, elle compose quelques musiques, sous le pseudonyme d'Abigail Mead.
À 17 ans, sur le tournage de Shining, elle réalise un documentaire de 35 minutes pour la BBC, monté par Gordon Stainforth, et dont certaines séquences ont été retirées par Stanley Kubrick,. Ce film est depuis inclus en bonus dans des éditions DVD de Shining. La découverte du documentaire confirme l'avis de certaines personnes sur la manière dont Stanley Kubrick a dirigé Shelley Duvall. En 2022, les Razzie Awards décident d'annuler la récompense de « pire actrice » décernée à l'actrice pour cette performance lors de la cérémonie de 1981, notamment à la lumière de ce documentaire qui montre la façon dont Stanley Kubrick la traitait sur le plateau.
Vivian Kubrick réalise également un making-of sur le tournage de Full Metal Jacket, mais celui-ci n'est pas finalisé. Certaines images tournées alors sont néanmoins visibles dans le documentaire Stanley Kubrick : Une vie en image sorti en 2001.
Vers 40 ans, elle entre dans la secte controversée de la scientologie.
En 2016, elle publie une lettre ouverte sur Twitter, où elle nie la théorie du complot qui suggère que son père a participé à un truquage de l'alunissage d'Apollo 11, qualifiant cette information de « mensonge grotesque »,. La même année, elle publie une autre lettre ouverte, cette fois au Dr. Phil, après son interview controversée avec Shelley Duvall, déclarant : « Votre exploitation de Shelley Duvall est une forme de divertissement obscène et est honteuse ».

## Filmographie

### Comme actrice
- 1968 : 2001, l'Odyssée de l'espace (2001: A Space Odyssey) : Squirt (fille du docteur Floyd)
- 1975 : Barry Lyndon : Invitée
- 1980 : Shining (The Shining) : Invitée fumant sur un canapé dans la salle de bal
- 1987 : Full Metal Jacket : Caméraman d'actualités au cimetière

### Comme compositrice
- 1987 : Full Metal Jacket (sous le nom d'Abigail Mead)
- 1999 : The Mao Game

### Comme réalisatrice
- 1980 : Making 'The Shining' (TV)

### Comme directrice de la photographie
- 1980 : Making 'The Shining' (TV)

### Comme monteuse
- 1980 : Making 'The Shining' (TV)